# St. Nikolaus (Hausen bei Heimbach)

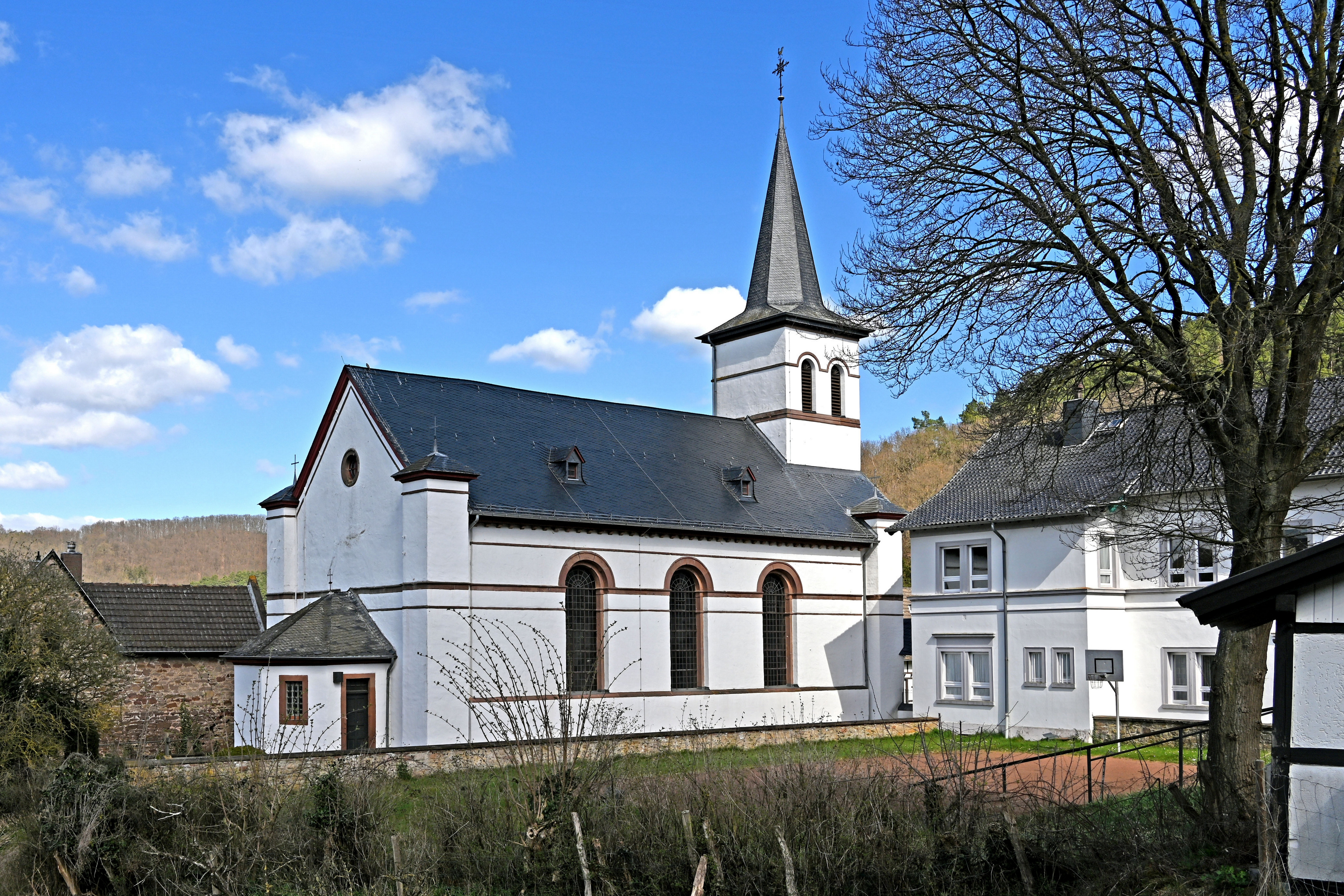
St. Nikolaus (Hausen) mit ehemaligem Pfarrhaus/Schule von Südwesten

Die römisch-katholische Kirche St. Nikolaus steht im Heimbacher Ortsteil Hausen, Kreis Düren, Nordrhein-Westfalen, direkt neben der Burg Hausen.
Die kleine Saalkirche ist aus Bruchsteinen im Jahre 1834 gemauert worden, und zwar im Stil einer Normalkirche Schinkels in klassizistischen Formen mit einem aufgesetzten Turm. Die Kirche wurde am 1. Oktober 1987 in die Liste der Baudenkmäler in Heimbach (Eifel) unter Nr. 9 eingetragen. Die Eintragung lautet:
„1834 /1835, Erweiterung 1911; (Arch. Ulich) 3-jochige Saalkirche mit eingestelltem Ostturm, die Kirche nach Westen verlegt mit kleinem westlichem Sakristeivorbau, gerader Chorabschluss, 3 Joche, die Fenster rundbogig, Kämpfergesims, Gewände und Gesimse aus Buntsandstein, der östliche Eingang mit rundbogig profiliertem Portal, im oberen Bereich der Nische Lünettenöffnung, mit Ausstattung z. T. aus dem E. des 19. Jh. in neuromanischen Formen, der gerade Chorabschluß mit Ausmalungen in nazarenischen Stil, in der nord – östlichen Nische geschnitzter Eichenaltar des 18. Jh., im Aachen–Lütticher Stil ohne Farbfassung, ebenso aus dem 18. Jh. Beichtstuhl und Kanzel, das Chorgestühl aus dem 17. Jh., sowie spätgotischer Thronsessel, lebensgroß farbig gefasste Holzskulpturen des St. Nikolaus der St. Cecilia sowie weitere Figuren aus dem 17./18. Jh., der Kirchhof mit in die Begrenzungsmauer eingebauten Grabkreuze des 17. und 18. Jh.“

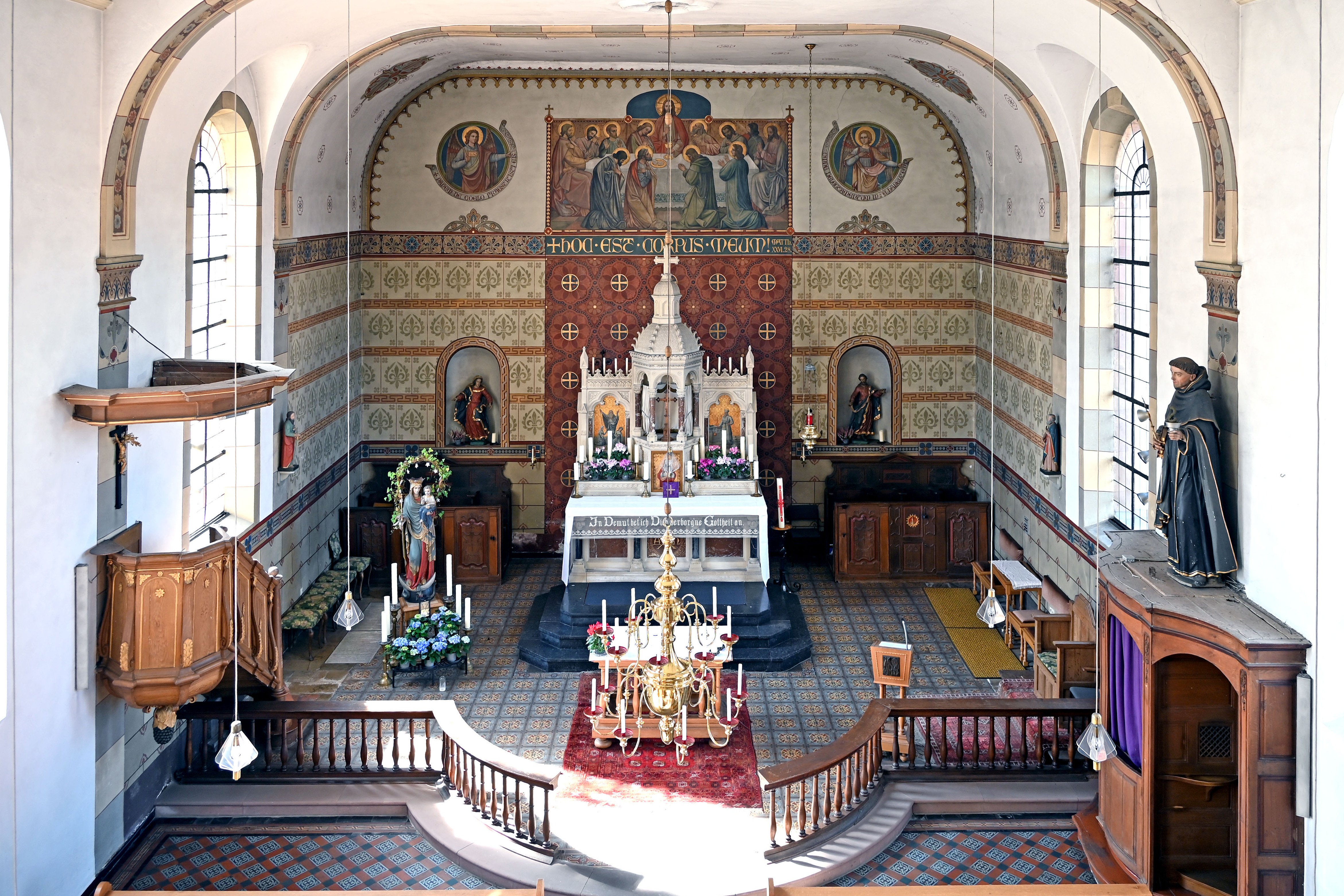
Blick zum Chor
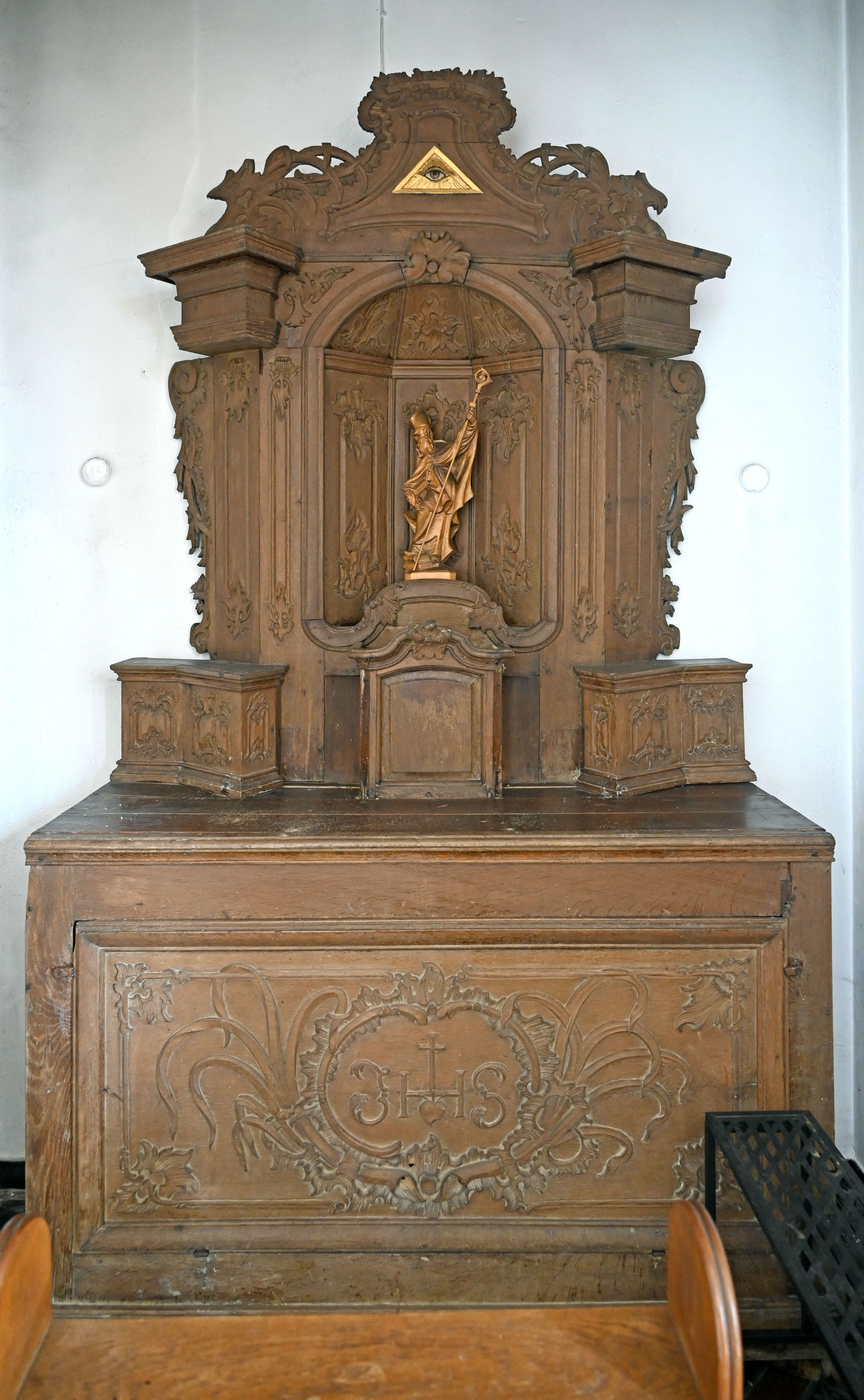
Nikolausaltar
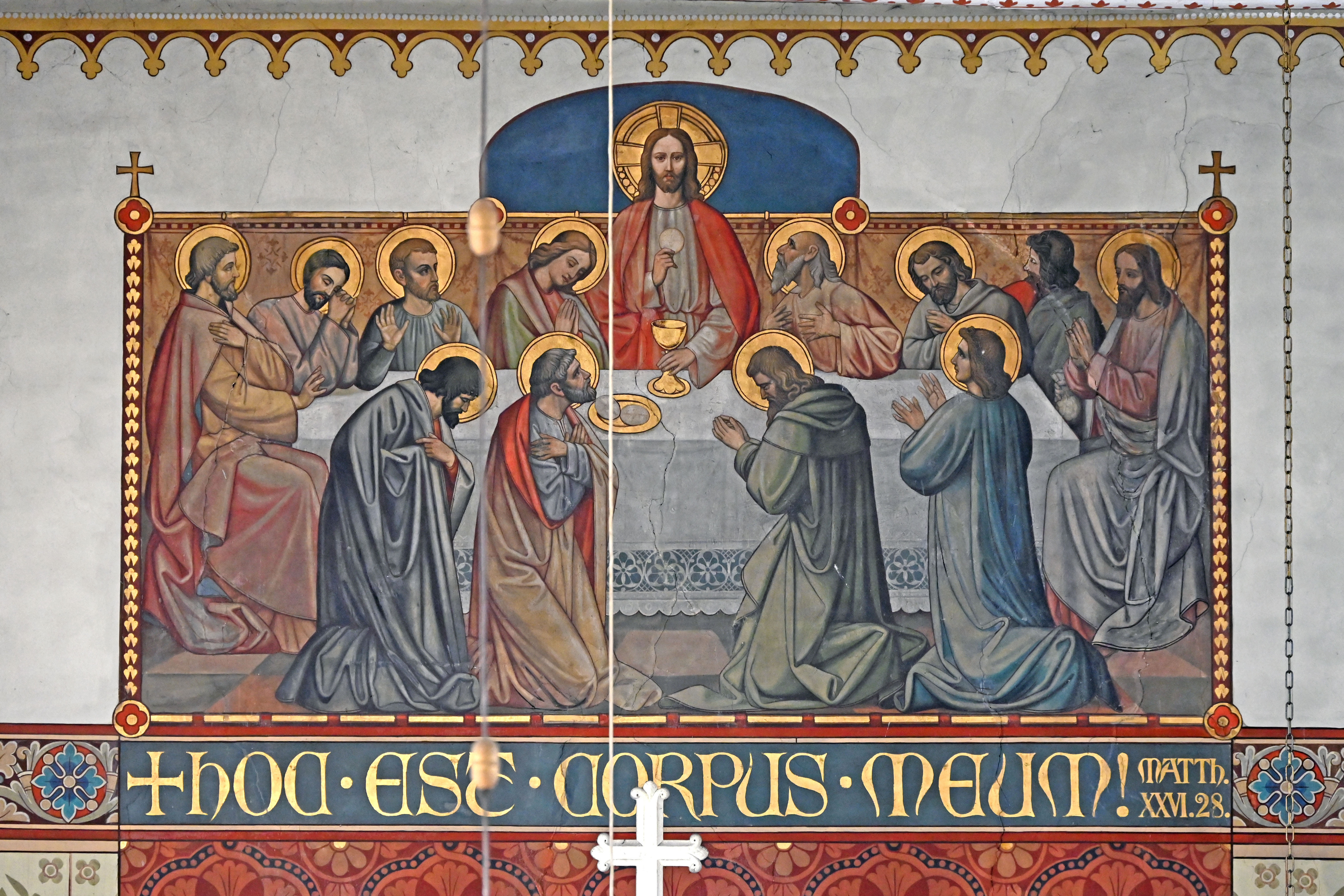
Abendmahlfresko
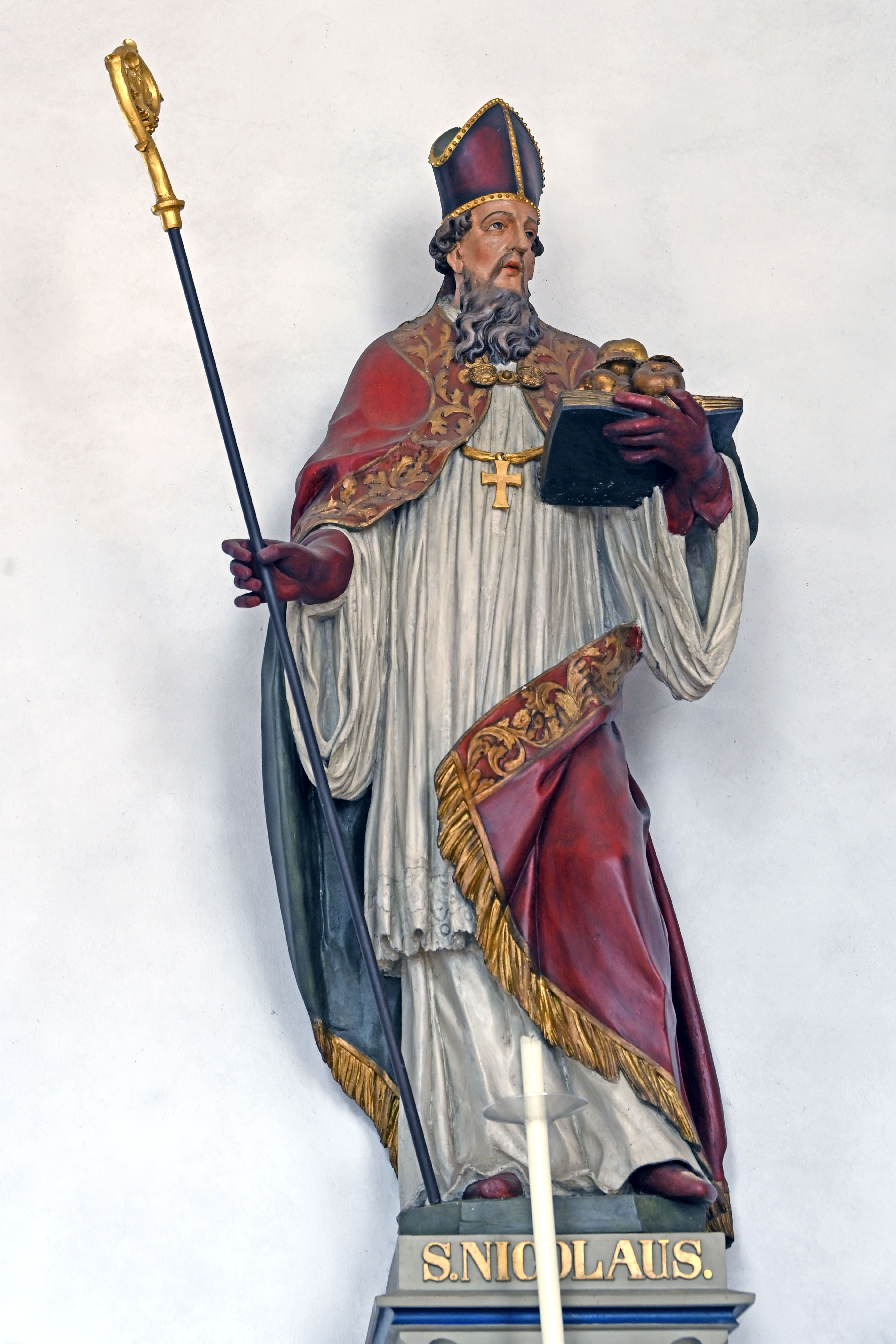
Nikolausstatue
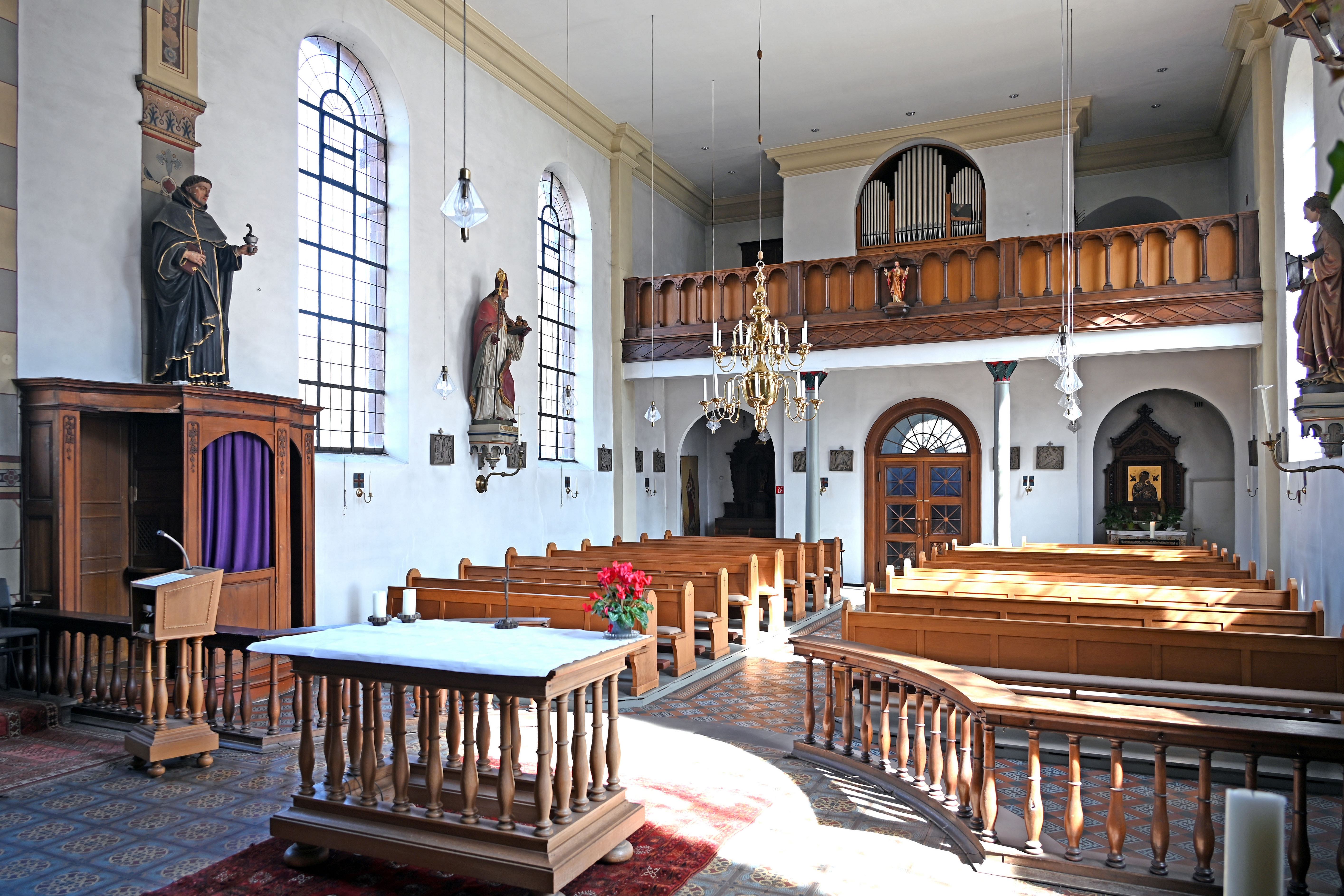
Blick zur Orgelempore

Im Jahr 1804 wurde die Pfarrgemeinde St. Nikolaus Hausen unabhängig, nachdem sie seit 1347 von Vlatten durch einen Vikar versorgt wurde und seit 1550 das hl. Sakrament in der St. Nikolauskapelle aufbewahrt werden durfte. Schon am 20. Oktober 1730 erging während der Visitation ein Gesuch der Hausener Pfarrgemeinde um Abtrennung von der Pfarre Vlatten aufgrund der beträchtlichen Entfernung und der Bezahlung zweier Küster. Doch erst 1804 nach der Gründung des Bistums Aachen durch Napoleon unter Bischof Marc-Antoine Berdolet wurde sie vollzogen. Als Annex wurde ihr die Kapellengemeinde Blens angehängt, die bis dahin zur Gemeinde Berg gehörte.
Anfang des 21. Jahrhunderts schlossen sich die Pfarrgemeinde St. Nikolaus Hausen und die Kapellengemeinde St. Georg Blens mit den Pfarrgemeinden St. Clemens Heimbach, St. Dionysius Vlatten und St. Martin Hergarten zur Gemeinschaft der Gemeinden Heimbach zusammen. Alle gehören sie zum Dekanat Heimbach-Nideggen.
Im Jahr 2004 feierte die Pfarrgemeinde ihr 200-jähriges Bestehen.

## Pfarrer
Folgende Priester wirkten bislang als Pfarrer der Pfarre St. Nikolaus:
- 1929–1963: Josef Neibecker
- 1963–2001: Josef Rombouts
- 2001–2006: Johannes Bündgens
- 2007–2023: Hans Doncks
- Seit 2023: Kurt Josef Wecker